# Polizeiruf 110: Und vergib uns unsere Schuld
Und vergib uns unsere Schuld ist ein Fernsehfilm aus der ARD-Krimireihe Polizeiruf 110. Der Film wurde im Auftrag des BR produziert und am Sonntag, dem 17. Januar 2016 erstmals im Ersten ausgestrahlt. Es ist der zehnte Fall des Münchner Polizeiruf-Ermittlers Hanns von Meuffels.

## Handlung
Der wegen Mordes verurteilte Tim Haffling begeht nach fast zehn Jahren Haft Selbstmord in seiner Gefängniszelle. Da taucht plötzlich Jens Baumann bei Kriminalhauptkommissar Hanns von Meuffels auf und bekennt sich zum Mord an der 16-jährigen Miriam, für den Haffling einsaß. Die Leiche des jungen Mädchens wurde nie gefunden; Hanns von Meuffels führte damals die polizeilichen Ermittlungen. Baumann schildert von Meuffels aus seiner Sicht die damaligen Geschehnisse, die in Rückblenden zu sehen sind. Demnach hat er die betrunkene Miriam samt deren Fahrrad in seinem Auto mitgenommen. Er ließ sich von ihr überreden, zu einem nahegelegenen See zu fahren. Dort verleben sie ein paar unbeschwerte Stunden. Auf dem Rückweg wird Baumann zudringlich, Miriam läuft weg und stürzt, wobei sie mit dem Kopf auf einem Stein aufschlägt. Baumann lädt die Tote in seinen Wagen und vergräbt sie schließlich im Wald.
Von Meuffels tut Baumann zunächst als Spinner und Trittbrettfahrer ab, lässt sich aber dazu bewegen, mit ihm zum vermeintlichen Leichenort zu fahren, wo sich aber mittlerweile der Parkplatz eines Baumarktes befindet. Baumann bleibt jedoch hartnäckig und behauptet, dass Miriam schwanger gewesen sei, was bisher nicht bekannt war. Der Kommissar fährt in den Heimatort von Miriam, wo er ihren damaligen Freund befragt, der damals zu den Tatverdächtigen gezählt hat. Anschließend besucht er ihre Eltern; die Mutter hat ihren Tod immer noch nicht verwunden und hofft, dass sie noch lebt. Schließlich erfährt er von Miriams früherer Freundin, dass sie tatsächlich schwanger war. Der damalige Hauptzeuge war ein Junge, der im Kiosk am See seinen Vater vertrat, der mit den Campinggästen ein WM-Spiel der deutschen Mannschaft anschaute. Er hatte angegeben, dass er gesehen habe, wie Miriam, nachdem sie bei ihm Getränke gekauft hatte, zu Haffling ins Auto stieg und mit ihm wegfuhr. Haffling war als Spanner im Ort bekannt. Von Meuffels befragt den nun erwachsenen Zeugen erneut, wobei sich herausstellt, dass er sie nur am Auto gesehen hatte, dann aber vom Torjubel abgelenkt wurde. Von der Ladenbetreiberin im Ort erfährt von Meuffels, dass sie Baumann gesehen habe, als er für die minderjährige Miriam eine Flasche Wodka kaufte. Von Meuffels erwirkt beim Staatsanwalt einen Beschluss, den Baumarktparkplatz aufreißen zu lassen, um mit einem Spürhund nach der Leiche zu suchen, die aber nicht gefunden wird.
Baumann behauptet inzwischen, Miriam erwürgt zu haben. Er fährt zu Miriams Eltern, denen er den Mord gesteht. Der aufgebrachte Vater will ihn erschlagen, kommt aber noch rechtzeitig zur Besinnung. Baumann verübt schließlich am See Selbstmord. Von Meuffels inspiziert dessen Wohnung, wobei ihm auf einer Landkarte auffällt, dass eine Abfahrt in den Wald verlegt worden ist, so dass sie an der falschen Stelle nach der Leiche gesucht hatten. Er fährt zur richtigen Stelle und beginnt mit einem mitgebrachten Spaten dort zu graben.

## Hintergrund
Die Dreharbeiten fanden vom 10. Juni 2015 bis 10. Juli 2015 in München und Umgebung statt.

## Rezeption

### Kritiken
„Wie der eine redet und redet, um sich selbst zu erleichtern, wie der andere mauert und mauert, um mögliche Versäumnisse von sich zu weisen, das trägt über 85 Minuten. Regisseur Marco Kreuzpaintner (‚Trade – Willkommen in Amerika‘) setzt das Erinnerungsduell als Schuld-und-Sühne-Gewitter in Szene und lässt es donnern und regnen, bis am Ende sämtliche Dämme der Selbstmanipulation brechen und alle Selbstgewissheiten aufgeweicht sind. Vergeben wird hier am Ende natürlich niemandem.“

„In einem solchen Film muss man für einem [sic] Schauspieler wie Matthias Brandt einen Gegenpart finden, der mit dessen Wucht auch mithalten kann. Der Österreicher Karl Markovics (Die Fälscher) spielt diesen Baumann auf der sehr schmalen Kante zwischen schwindender Bürgerlichkeit und nahendem Wahnsinn. Im Gesamtpaket mit diesem irren Blick […] ist das wirklich sehr großartig. Ein Einzelkunstwerk. Vielleicht das beste bisher.“

### Einschaltquoten
Die Erstausstrahlung von Und vergib uns unsere Schuld am 17. Januar 2016 wurde in Deutschland von 8,86 Millionen Zuschauern gesehen und erreichte einen Marktanteil von 23,5 % für Das Erste.

### Auszeichnungen
- 2016: Romy, Nominierung als Beliebtester Schauspieler Serie / Reihe für Karl Markovics[5]
- 2016: Bayerischer Fernsehpreis, Nominierung als Bester Schauspieler in den Kategorien Fernsehfilme / Serien und Reihen für Karl Markovics[6]
- 2016: Deutscher Kamerapreis, Auszeichnung in der Kategorie Schnitt Langformat für Claus Wehlisch[7][8]
- 2016: Deutsche Akademie für Fernsehen, Auszeichnung in der Kategorie Filmschnitt für Claus Wehlisch[9]
- 2017: Grimme-Preis, Nominierung in der Kategorie Fiktion[10][11]
- 2017: Deutscher Schauspielpreis, Auszeichnung in der Kategorie Schauspieler in einer Hauptrolle für Karl Markovics[12]